# Bundesstraße 291
Pour les articles homonymes, voir Route 291.
La Bundesstraße 291 est une Bundesstraße du Land de Bade-Wurtemberg.

## Géographie
La B 291 commence à la jonction d'autoroute Schwetzingen/Hockenheim sur l'A 6 en tant que prolongement direct de la B 39 et se dirige d'abord vers le nord. À l'entrée sud-ouest de Schwetzingen, elle bifurque vers le sud-est, la route mène ensuite à l'ouest de Schälzig puis passe ensuite sur deux voies dans un itinéraire presque droit à travers la forêt d'Hardt (de) jusqu'à ce qu'elle rencontre la rocade ouest de Walldorf.

## Histoire
Avant les travaux d'agrandissement de la LGV Mannheim - Stuttgart, la B 291 avait son point de départ au nord à Schwetzingen sur la Bismarckplatz. Elle menait à Oftersheim, où elle traversait la Rheinbahn à un passage à niveau.
Avant la construction du contournement ouest de Walldorf, la B 291 ne se terminait pas à l'A 5, mais traversait Walldorf jusqu'à l'intersection avec la B 39, qui n'existe plus dans cette zone.
Dans le cadre du renouvellement de la B 36 dans la région de Schwetzingen fin 2009, le reste de la B 36 de la jonction Schwetzingen/Hockenheim à l'entrée sud de la ville avec une longueur d'environ deux kilomètres est ajouté à la B 291.

## Source
- (de) Cet article est partiellement ou en totalité issu de l’article de Wikipédia en allemand intitulé « Bundesstraße 291 » (voir la liste des auteurs).